# Dianthus marschallii
Dianthus marschallii är en nejlikväxtart som beskrevs av Siskin. Dianthus marschallii ingår i släktet nejlikor, och familjen nejlikväxter. Inga underarter finns listade i Catalogue of Life.